# Carlos Salcido
Carlos Arnoldo Salcido Flores (ur. 2 kwietnia 1980 w Ocotlán) – meksykański piłkarz, który występował na pozycji lewego obrońcy lub defensywnego pomocnika. W latach 2004–2014 reprezentant Meksyku. Trzykrotny uczestnik Mistrzostw Świata w 2006, 2010 oraz 2014 roku.

## Kariera sportowa
Jest wychowankiem Chivas de Guadalajara, dla którego przez pięć lat rozegrał 105 ligowych pojedynków. Latem 2006 został piłkarzem holenderskiego PSV Eindhoven. Jego zatrudnieniem interesował się także angielski Arsenal. Razem z PSV Salcido w sezonach 2006/2007 i 2007/2008 zdobył mistrzostwo Holandii. 27 sierpnia 2010 za nieujawnioną sumę przeszedł do zespołu ligi angielskiej, Fulham. Podpisał kontrakt opiewający na trzy lata. W stołecznym klubie zastąpił Paula Konchesky'ego, który został sprzedany do Liverpoolu. W prowadzonej przez Marka Hughesa drużynie zadebiutował 18 września 2010 w ligowym spotkaniu z Blackburn i od razu wywalczył sobie miejsce w wyjściowej jedenastce. W połowie sierpnia 2011 został wypożyczony na rok z opcją kupna do meksykańskiego zespołu Tigres UANL. W grudniu tego samego roku wywalczył z Tigres tytuł mistrza Meksyku. W marcu 2012 podpisał permanentną umowę z Tigres, a suma transferu definitywnego wyniosła pół miliona euro. W maju 2014 za 3,5 miliona dolarów powrócił do swojego macierzystego Chivas de Guadalajara.
W reprezentacji Meksyku zadebiutował za kadencji selekcjonera Ricardo Lavolpe, 8 września 2004 roku w wygranym 3:1 spotkaniu z Trynidadem i Tobago, wchodzącym w skład eliminacji do MŚ 2006. Pierwszą bramkę w kadrze narodowej zdobył 26 czerwca 2005 w zremisowanej 1:1 konfrontacji z Argentyną w półfinale Pucharu Konfederacji. Dotarł do 1/8 finału Mistrzostw Świata 2006 i Mistrzostw Świata 2010. W 2012 zdobył złoty medal na Igrzyskach Olimpijskich w Londynie. W 2014 po raz trzeci wziął udział w Mistrzostwach Świata, ponownie odpadając w 1/8 finału, a bezpośrednio po tym zakończył karierę reprezentacyjną.
1 stycznia 2020 roku zakończył piłkarską karierę.